# 9030 Othryoneus
9030 Othryoneus è un asteroide troiano di Giove del campo troiano. Scoperto nel 1989, presenta un'orbita caratterizzata da un semiasse maggiore pari a 5,3078698 au e da un'eccentricità di 0,0164617, inclinata di 4,22448° rispetto all'eclittica.
L'asteroide è dedicato a Otrioneo, guerriero alleato dei Troiani.